# Bruno Caldini Perone
Bruno Caldini Perone   (São Paulo, 6 de juliol de 1987) és un futbolista brasiler que juga al Gimnàstic de Tarragona.
Perone va jugar vuit partits del Campeonato Brasileiro Série A amb el Figueirense, després d'haver marcat un gol.